# Anià el referendari
Anià el referendari (en llatí Anianus referendarius) era el referendari d'Alaric II i, per tant, el que autenticava les còpies oficials de la llei coneguda per Breviari d'Alaric.
En les seves signatures utilitzava les paraules «Anianus, vir spectabilis subscripsi et edidi». D'una mala lectura de la paraula edidi ('que ha publicat') alguns autors van pensar que ell havia estat el redactor del Breviari, i per això de vegades se'l titulava Breviarium Aniani.
Una de les signatures consta que la va fer a Aire (Aduris) a Gascunya, l'any 506.